# Фаленопсис гигантский
Фаленопсис гигантский (лат. Phalaenopsis gigantea) — моноподиальное эпифитное трявянистое растение семейства Орхидные, или Ятрышниковые (Orchidaceae).
Вид не имеет устоявшегося русского названия, в русскоязычных источниках обычно используется научное название Phalaenopsis gigantea.

## Синонимы
- Phalaenopsis gigantea f. decolorata (Braem ex Holle-De Raeve) Christenson 2001
- Phalaenopsis gigantea var. aurea Christenson 2001
- Phalaenopsis gigantea var. decolorata Braem ex Holle-De Raeve 1991
- Polychilos gigantea (J.J. Sm.) Shim 1982

## Биологическое описание
Самый крупный представитель рода Фаленопсис. 
 Стебель укороченный, полностью скрыт основаниями листьев. 
 Корни мясистые, гладкие. 
 Листья очень широкие, свисающие, кожистые, блестящие с обеих сторон, скругленные, длиной до 1 метра, шириной до 40 см. Общее количество листьев от 2 до 7.
 Цветонос свисающий, изогнутый, иногда ветвящийся, тонкий, в длину может превышать 40 см, несет 10—30 цветков. Взрослое растение с несколькими цветоносами образовывать более сотни цветков одновременно.
 Цветки мясистые, диаметром 3,75—7 см, со слабым цитрусовым ароматом, округлой формы, с равными петалиями и сепалиями от кремового до жёлтого и зеленовато-жёлтого цвета, испещренными выступающими красновато-коричневыми пятнами или штрихами. Цветки имеют множество вариаций деталей окраски.

## Ареал, экологические особенности
Борнео 
 Растет высоко в кронах деревьев в тропических лесах на высоте от 0 до 400 метров над уровнем моря. 

В местах естественного произрастания практически нет сезонных колебаний температуры. Днем около 30°С, ночью около 23°С. 
 Относительная влажность воздуха 80—86 %. 
 Сухого сезона нет. В течение года выпадает примерно равное количество осадков от 200 до 400 мм в месяц. 
В местах естественного произрастания практически полностью уничтожен человеком.

## История описания
Впервые фаленопсис гигантский был обнаружен в 1897 г. ботаником Найвенхьюсом. Определив растение, как Phalaenopsis amabilis Найвенхьюс увез его в ботанический сад города Бьютензорг (новое название Богор). Растение зацвело только в 1909 году и было описано директором ботанического сада Дж. Смитом. Вскоре после описания единственный экземпляр Phal. gigantea погиб.
Лишь в 1937 году, при строительстве дороги был обнаружен второй экземпляр гигантского фаленопсиса с листьями 90 см в длину и 40 см в ширину.
В настоящее время, в местах естественного произрастания Phal. gigantea, на склонах гор Батукелау, Кумбумесаай и Лумбис и по берегам реки Сембакунг в Таракане, растения найти невозможно.
Своё название этот фаленопсис получил из за огромных листьев, превышающих 60 см в длину.

## В культуре
Один из самых эффектных, но сложных в культуре фаленопсисов. Постоянный победитель выставок орхидей. Неоднократно описанный в литературе победитель 1993 года в Международной Орхидейной Выставке в Санта-Барбаре Phal. gigantea 'Laurie Weltz' с семью цветоносами, имел 139 цветков и 81 бутон.
Самые крупные цветки были зарегистрированы у клона 'Valle Giant'. Диаметр 6,5 см. Выработано 36 параметров оценки выставочных растений.
Растет этот вид очень медленно, зацветает на 6—12 год, в идеальных условиях и при грамотной агротехнике в возрасте 4—5 лет. 

Температурная группа — теплая. Хорошо переносит достаточно широкий диапазон температур. Оптимальная температура содержания гигантей 22—30°С. Для нормального цветения обязателен перепад температур день/ночь в 5—8°С.
Требования к освещению: 800—1000 FC, 8608—10760 lx.
Относительная влажность воздуха, 60—80 %.
Полив по мере просыхания субстрата. Переизбытка воды следует избегать. Поливать растение следует утром, чтобы оставшаяся на листьях вода к вечеру полностью высохла.
Удобряют растения сильно разбавленным удобрением для орхидей. При активной циркуляции воздуха в помещении, вероятность болезней сильно снижается. Выраженного периода покоя не имеет.
Посадка в горшок, корзинку для эпифитов или на блок. В качестве субстрата используют грубую смесь кусочков сосновой коры среднего размера, пемзы или керамзита, березового угля и небольшого количества сфагнума. Пересаживают раз в 2—3 года, после окончания цветения, когда субстрат начинает разлагаться.
Чувствителен к повреждения корней, поэтому пересаживать растение желательно как можно реже. Субстрат лучше подбирать таким образом, чтобы он легко осыпался с корней. В случае гибели нескольких корней растение надолго останавливается в своем развитии. После пересадки не следует поливать растение несколько дней. Посадка растения должна осуществляться таким образом, чтобы все листья свисали, так как это обезопасит точку роста от задержки влаги после полива.

## Гибриды(грексы)
Помимо декоративности, одной из причин высокой популярности Phal. gigantea в создании гибридов является то, что он легко скрещивается с наиболее красиво цветущими видами рода фаленопсис, такими как Phalaenopsis amboinensis, Phalaenopsis bellina, Phalaenopsis violacea и Phalaenopsis lueddemanniana, а также с гибридами созданными на их основе. 

Ph. gigantea был использован в создании 140 гибридов первого поколения и присутствует среди родителей или прародителей более 1187 гибридов, более 500 из которых имеют награды.
Некоторые первичные гибриды:
- Audrey Askin — gigantea × floresensis (S.R. Weltz (H. Wallbrunn)) 2005
- Baylor — gigantea × inscriptiosinensis (T. Brown (Atmo Kolopaking)) 1984
- Bernice Maskin — gigantea × equestris (Dr Henry M Wallbrunn) 1977
- Bogoriensis — amabilis × gigantea (Buitenzorg Botanic Gardens) 1856
- Christina Weltz — javanica × gigantea (S Robert Weltz Jr) 1995
- Crepuscule — gigantea × fuscata (Dr Henry M Wallbrunn) 1985
- David Ai — gigantea × sumatrana (Irene Dobkin) 1977
- David Lim — amboinensis × gigantea (David Lim (S Yusof Alsagoff)) 1974
- Essence Wain — gigantea × philippinensis (Shih-Fong Chen) 1999
- Genesis — gigantea × mariae (Orchid World International Inc.) 1986
- Giga — gigantea × gibbosa (Hou Tse Liu) 2007
- Gigabell — bellina × gigantea (Paul Lippold) 2003
- Gretchen — stuartiana × gigantea (Dr Henry M Wallbrunn) 1969
- Hans Christiansen — gigantea × lindenii (Hans Christiansen) 2001
- Jade Gold — gigantea × venosa (David Lim) 1984
- Joey — gigantea × lueddemanniana (Fort Caroline Orchids Inc. (Dr Henry Wallbrunn)) 1973
- Little Giant — gigantea × celebensis (Hou Tse Liu) 1994
- Memoria Margarete Buchholz — corningiana × gigantea (Orchideenkulturen Elisabeth Bau) 1987
- Mok Choi Yew — gigantea × violacea (C. Y. Mok) 1968
- Pepin — gigantea × micholitzii (T. Brown (Atmo Kolopaking)) 1984
- Rare Delight — gigantea × maculata (Dr Henry M Wallbrunn) 1985
- Reichentea — fasciata × gigantea (W. W. G. Moir) 1975
- Rosie Clouse — gigantea × mannii (Fort Caroline Orchids Inc. (Dr Henry Wallbrunn)) 1971
- Schillgig — gigantea × schilleriana (Dr Henry E. Fernando) 1987
- Tridacna — gigantea × cochlearis (Dr Henry M Wallbrunn) 1983

Некоторые известные грексы.
- Phal. Maritea 'Wan-Chyan' (Phal. gigantea × Phal. Maria Montez)
- Phal. Black Lion 'Spotted Prince' (Phal. Paifang’s Golden Lion × Phal. Black Eagle)
- Phal. Brother Princess 'Hai-Tung' HCC/AOS (Phal. Princess Spot × Phal. Misty Green)
- Phal. I-Hsin Peacock 'Fashion' HCC/AOS (Phal. I-Hsin Tiger × Phal. Black Beauty)